# Афонин, Василий Максимович
Васи́лий Макси́мович Афо́нин (10 февраля 1919; деревня Мостовая Богородицкого уезда Тульской губернии, ныне Киреевского района Тульской области — 4 января 1996; город Москва) — Герой Российской Федерации (2 мая 1996; посмертно), подполковник (1950), военный лётчик.

## Биография
Родился 10 февраля 1919 года в деревне Мостовая ныне Киреевского района Тульской области. Русский. В 1935 году окончил 7 классов школы № 8 в Москве, в 1936 году — школу ФЗУ. Работал токарем на авиамоторном заводе № 24 в Москве.
В армии с декабря 1938 года. В 1939 году окончил Борисоглебскую военную авиационную школу лётчиков. Служил в строевых частях ВВС (в Ленинградском военном округе).
Участник советско-финляндской войны 1939—1940 годов в должности младшего лётчика 38-го истребительного авиационного полка. Совершил несколько боевых вылетов на истребителе И-15бис.
В 1940—1941 — лётчик-инструктор 161-го резервного авиационного полка (в Армавире, затем — в городе Лепель Витебской области), в июле-декабре 1941 — командир звена 4-го запасного истребительного авиационного полка (в районе Курска). Занимался переучиванием лётчиков на истребители МиГ-3.
Участник Великой Отечественной войны: в марте-мае 1942 — командир звена, заместитель командира авиаэскадрильи 510-го истребительного авиационного полка; в мае 1942-феврале 1943 — заместитель командира авиаэскадрильи 880-го смешанного авиационного полка; в феврале 1943-декабре 1944 — командир авиаэскадрильи, штурман 162-го истребительного авиационного полка; в декабре 1944-мае 1945 — лётчик-инспектор по технике пилотирования 309-й истребительной авиационной дивизии. Воевал на Западном и 2-м Белорусском фронтах. Участвовал в оборонительных боях на центральном направлении, в Курской битве, освобождении Смоленска, Белоруссии и Польши, в Восточно-Прусской операции и битве за Берлин.
31 августа 1943 года был сбит в воздушном бою, покинул самолёт с парашютом. Приземлился на территории, занятой врагом, был обстрелян немцами и ранен в левую ногу. Несколько дней пробирался к линии фронта, пока не наткнулся на партизан. До 18 сентября 1943 года находился в расположении партизанского отряда (до момента соединения отряда с частями регулярной армии). За время войны совершил 487 боевых вылетов на истребителях ЛаГГ-3, Як-1, Як-7, Як-9 и Як-3, в воздушных боях сбил лично 14 и в составе группы 2 (3) самолёта противника.
За мужество и героизм, проявленные во время Великой Отечественной войны, Указом Президента Российской Федерации от 2 мая 1996 года подполковнику в отставке Афонину Василию Максимовичу присвоено звание Героя Российской Федерации (посмертно).
В мае 1945 года был понижен в должности и продолжал службу лётчиком в 172-м истребительном авиационном полку (в Северной группе войск, Польша). Затем был командиром авиаэскадрильи истребительного авиационного полка (в Туркестанском военном округе). В 1955 году окончил Липецкие высшие офицерские лётно-тактические курсы. С ноября 1955 года подполковник В. М. Афонин — в запасе.
Жил в Москве. Умер 4 января 1996 года. Похоронен на Головинском кладбище в Москве.

## Награды
- Герой Российской Федерации (2.05.1996)[3]
- 3 ордена Красного Знамени (16.01.1943, 21.07.1943, 12.07.1944)
- орден Отечественной войны 1-й степени (27.08.1943)
- 2 ордена Отечественной войны 2-й степени (15.01.1945, 11.03.1985)
- орден Красной звезды (1954 - за выслугу лет)
- медали